# Panic Room (band)

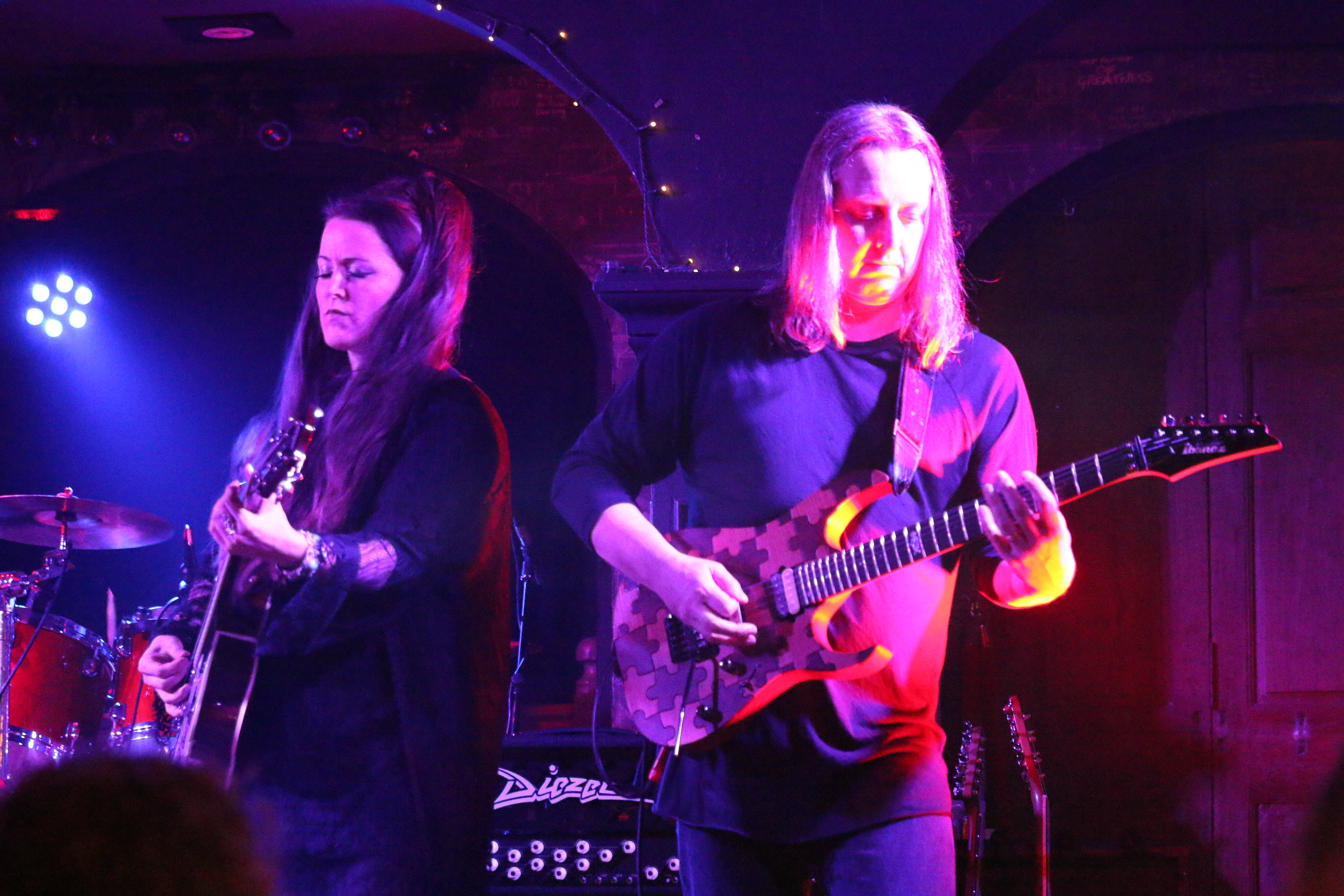
Panic Room live @ Trading Boundaries, Sussex 1 juli 2017

Panic Room is een Welshe muziekgroep uit de omgeving van Swansea.
De belangrijkste leden van de band speelden al samen in Karnataka, maar ook Mostly Autumn. Edwards, Griffiths, Davies en Helder speelden in Karnataka; Helder en Griffiths ook in Mostly Autumn. De band debuteerde in 2008 met haar eerste album. Het jaar daarop kondigde de band haar tweede album aan. De release daarvan ging gepaard met een kleine tournee. Het album verscheen pas in 2010 in de winkels. In datzelfde jaar gaf Alun Vaughan aan dat hij de band ging verlaten. Hij werd vervangen door Yatim Halimi, die eerder bij Toto speelde. In 2012 kwam hun derde album uit op het Esoteric Antenna-label. In 2013 gaf Paul Davies aan de band te zullen verlaten. Eind van dat jaar kondigde de band aan bezig te zijn met album nummer vier. Na 2015 kwam de band niet meer met nieuw materiaal; wel gaf ze april 2019 een livealbum uit onder de titel Screens (Live in London). Ze was in de loop van 2018 al twee leden (Halimi en Foster) verloren.
Ondertussen was Anne-Marie Helder in de weer met Odin Dragonfly.

## Bandleden
- Anne-Marie Helder – zang (2007-heden)
- Jonathan Edwards – toetsinstrumenten (2007-heden)
- Gavin Griffiths – slagwerk, percussie (2007-heden)
- Paul Davies – gitaar (2007-2013)
- Alun Vaughan – basgitaar (2007-2010)
- Yatim Halimi – basgitaar (2010-2018)
- Peter Harwood – gitaar (2013-2014)
- Adam O'Sullivan – gitaar (2014)
- Dave Foster – gitaar (2014-2018)

## Discografie
- 2008: Visionary position
- 2010: Satellite
- 2011: Altitude (ep)
- 2012: Skin
- 2014: Incarnate
- 2015: Esscence (oud werk opnieuw opgenomen)
- 2019: Screens (Live in London)